# Adolf Metzner (Leichtathlet)
Adolf Metzner (* 25. April 1910 in Frankenthal (Pfalz); † 5. März 1978 in Hamburg) war ein deutscher Leichtathlet und Olympiateilnehmer, der sich nach seiner Ausbildung zum Arzt auch als Internist, Kardiologe und Sportmediziner einen Namen machte. Postum erfuhr er hohe Ehrungen wegen einer von ihm testamentarisch verfügten Stiftung zugunsten seiner Heimatstadt Frankenthal, auf deren Parkfriedhof er auch beigesetzt wurde.
Erst Jahrzehnte nach seinem Tod wurde bekannt, dass er in seinem Lebenslauf seine Aktivitäten während der Zeit des Nationalsozialismus verschwiegen und mit Erfolg den Anschein erweckt hatte, ein bloßer Mitläufer gewesen zu sein.

## Familie und Ausbildung
Adolf Metzner war der Sohn des Frankenthaler Brauereibesitzers Otto Daniel Metzner und dessen Frau Hedwig Marie Elisabeth. Am privaten Gymnasium Weierhof in der nordpfälzischen Gemeinde Bolanden am Donnersberg legte er das Abitur ab und studierte dann Medizin in Frankfurt am Main. 1935 schloss er das Studium mit dem Examen ab und promovierte anschließend zum Doktor der Medizin. Bei der internistischen Aus- und Weiterbildung spezialisierte er sich auf Kardiologie und Sportmedizin.

## Sport
Während des Studiums und in seinen ersten Berufsjahren betätigte sich Metzner erfolgreich in der Leichtathletik, vor allem im 400-Meter-Lauf, aber auch auf der 100-Meter-Strecke und in den beiden Staffeln. Seine Stärken waren ein schneller Start und eine überragende Beschleunigung. Seine Schwäche, der Endspurt, zeigte sich vor allem über 400 Meter und resultierte aus seinem im Verhältnis zur Körpergröße (1,80 m) relativ hohen Gewicht von 79 kg.
Seine vorrangigen sportlichen Erfolge waren:
- 1931 Deutscher Meister über 400 m
- 1932 Deutscher Meister über 400 m, Olympiateilnehmer über 400 m
- 1934 Deutscher Meister über 400 m, Europameister über 400 m (47,9 s), Europameister über 4 × 400 m (gemeinsam mit Helmut Hamann, Hans Scheele und Harry Voigt; 3:14,1 min)
- 1936 Deutscher Meister über 4 × 100 m, Olympiateilnehmer über 400 m
- 1937 Deutscher Meister über 4 × 100 m

## Sportfunktionär
Am 4. Dezember 1938 übernahm Metzner zusammen mit dem Fußballer Rudolf Gramlich das Amt des Vereinsführers bei Eintracht Frankfurt. In der Amtszeit der beiden wurde der Prozess der Integration in das nationalsozialistische Verbandssystem abgeschlossen. Im Zweiten Weltkrieg leitete ein vierköpfiges Gremium den Verein kommissarisch.

## Beruf
Metzner machte ab 1947 in der sportmedizinischen Forschung Karriere in Hamburg. Dort entwickelte er am 1925 gegründeten Institut für Leibesübungen der Universität zusammen mit dem drei Jahre jüngeren Ernst Gadermann die Grundlagen der ersten telemetrischen Messungen des EKG bei Sportlern. Daneben half er ab 1961 mit, bei der Wochenzeitung Die Zeit eine Sportredaktion aufzubauen, in der er anschließend jahrelang mitarbeitete. 1971 erhielt er eine Professur am Hamburger Institut für Sportmedizin, 1972 trat er in den Ruhestand.

## Ehrungen
Gemäß testamentarischer Bestimmung Metzners wurde 1982 in Frankenthal mit einem anfänglichen Grundkapital von 1 Million DM, was inflationsbereinigt in heutiger Währung 1 Million Euro entspricht, die Adolf-Metzner-Stiftung ins Leben gerufen. Sie hat sich zum Ziel gesetzt, kulturelle und soziale Einrichtungen der Stadt zu fördern. U. a. schreibt sie den Adolf-Metzner-Musikpreis aus, welcher der Förderung junger Talente auf dem Gebiet der Musik dient und seit 1999 im Zwei-Jahres-Turnus vergeben wird.
Der 1985 geschaffene Adolf-Metzner-Park zwischen Foltzring und Schmiedgasse wurde zwischen 1999 und 2004 erheblich umgestaltet und teilweise etwas nach Westen verlegt. Der zweischalige Brunnen mit einer von Bildhauer Fritz Fleer gegossenen Bronzeskulptur, die Metzner als Staffelläufer darstellt, steht wieder an zentraler Stelle des Parks.

## Nationalsozialismus
2009/2010 stieß der Förderverein für jüdisches Gedenken in Frankenthal auf die vorher nicht bekannte politische Betätigung Metzners während der Zeit des Nationalsozialismus und veröffentlichte anschließend folgende Erkenntnisse:
Metzner trat zum 1. September 1933 in die SS (SS-Nummer 244.740) und zum 1. Mai 1937 in die NSDAP ein (Mitgliedsnummer 4.929.068). Kurz nach Beginn des Zweiten Weltkriegs wurde er am 7. Oktober 1939 als SS-Untersturmführer in die Waffen-SS einberufen und war dort bis Kriegsende in verschiedenen Einheiten und Einrichtungen tätig. Am 1. August 1940 wurde er zum SS-Obersturmführer und am 9. November 1942 zum SS-Hauptsturmführer befördert, ein Rang, der dem eines Hauptmanns in der Wehrmacht entsprach.
Bei der Entnazifizierung durch die Alliierten nach dem Zweiten Weltkrieg verfälschte Metzner seine Aktivitäten in der SS, indem er sich lediglich als Förderndes Mitglied der SS seit 1937 und als Arzt der Waffen-SS seit 1939 ausgab. Durch die Spruchkammer in Fritzlar (Hessen) wurde er am 7. März 1949 als „Mitläufer“ eingestuft und ihm eine „Geldsühne“ von 50 Mark auferlegt. Als Metzner sich 1953 für die Stelle eines Sportarztes an der Universität Hamburg bewarb, gab er in seinem handgeschriebenen Lebenslauf vom 8. März 1953 an, er sei vom „7. Oktober bis Kriegsende Soldat beziehungsweise Sanitätsoffizier“ gewesen, in seinem Personalbogen schrieb er entsprechend „Wehrmacht von 7. Oktober 1939 bis Kriegsende“.

## Zitate
„Der Sport ist seinem Ursprung nach nordisch. Völkerpsychologisch betrachtet ist es klar, dass nur ein kämpferischer, aktiver, nordischer Menschenschlag den Sport schaffen konnte.“

„Der Glanz des Faschismus (erstrahle in sportlicher Hinsicht nur in Norditalien,) …wo noch im Volkskörper germanische Blutströme sichtbar sind.“

„Der baumlange Nigger mit den Siebenmeilenstiefeln, ein hochgeschossener athletischer Typ mit einem winzigen eiförmigen Kopf, in dem kaum genügend Hirn für ein bißchen taktisches Denken Platz hat…“